# Dudu (souverain)
Pour les articles homonymes, voir Dudu.
Dudu est un roi d'Akkad qui a régné vers 2193 à 2175 ou de 2169 à 2149 av. J.-C. Il monte sur le trône après Shar-kali-sharri, mais on ne sait pas s'il est son successeur direct, car la Liste royale sumérienne inclut quatre rois ayant régné en trois ans inconnus par ailleurs. Le royaume d'Akkad a alors perdu la plupart des territoires qu'avaient conquis les premiers souverains de la dynastie, notamment du fait des attaques des Gutis ainsi que de la prise d'indépendance de plusieurs cités. Dudu ne domine donc plus que la cité d'Akkad et ses alentours, autour de l'actuelle Bagdad. Les cités du sud de la Mésopotamie, comme Lagash et Umma, ou encore l'Élam sont alors devenues menaçantes pour l'ancienne puissance dominante, et Dudu doit les affronter. Ce roi est également connu par plusieurs inscriptions commémorant ses offrandes faites à des divinités. Shu-turul lui succède.